# Ben Daniels

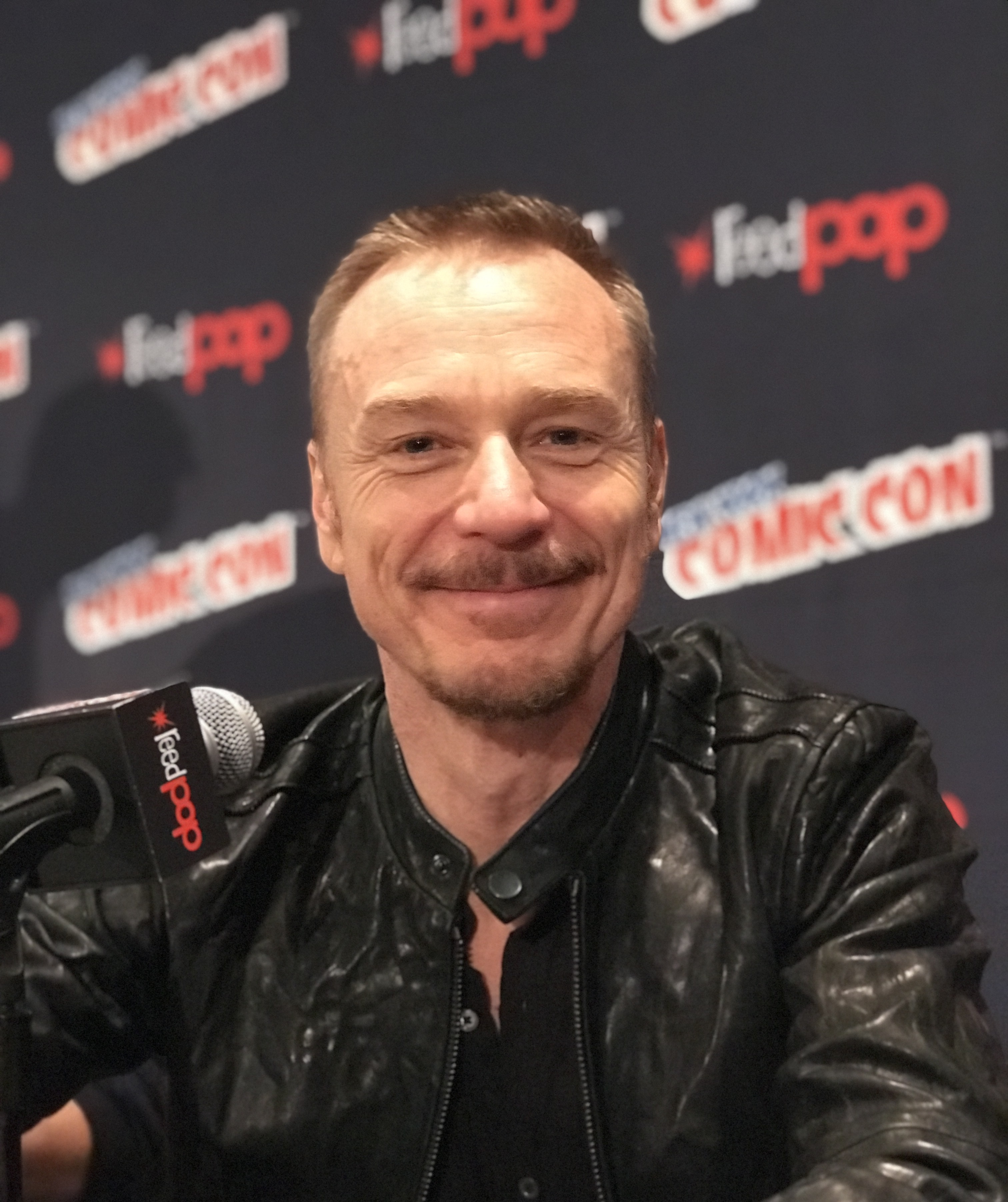
Ben Daniels (2017)

Ben Daniels (* 10. Juni 1964 in Nuneaton, Warwickshire, England) ist ein britischer Film- und Theaterschauspieler.

## Biografie
Ben Daniels, Absolvent der London Academy of Music and Dramatic Art, stand bereits früh auf der Bühne und war in Birmingham, Manchester, Edinburgh, Liverpool und Leicester in zahlreichen Theaterstücken präsent. 1991 stand er in dem auf Tatsachen basierenden Theaterstück Never the Sinner von John Logan in London auf der Bühne, und wurde im selben Jahr für seine Darstellung eines Kindermörders für den Laurence Olivier Award nominiert.
Seine Karriere als Filmschauspieler ist wesentlich auf britische und europäische Produktionen beschränkt. Obwohl er mehrmals auch aus Hollywood Filmangebote erhielt, darunter 2000 von Roland Emmerich für Der Patriot, blieb er doch dem heimischen Fernsehen treu. Seine erste bekannte Fernsehrolle übernahm er 1997 in Die Bibel – David, als er an der Seite von Jonathan Pryce den Prinzen Jonatan verkörperte. 2001 stellte er in Die Wannseekonferenz den nationalsozialistischen Staatssekretär Josef Bühler dar. Von 2009 bis 2010 war Ben Daniels als Staatsanwalt James Steel in der Serie Law & Order: UK zu sehen. In der Fernsehserie House of Cards spielte er in sieben Folgen den Fotografen Adam Galloway.
Ben Daniels lebte von 1993 bis zu dessen Tod im Jahr 2024 mit dem Schauspieler Ian Gelder in einer Lebensgemeinschaft und steht offen zu seiner Homosexualität. Er wurde 2006 von der Fachzeitschrift Pink auf Platz 47 der einflussreichsten britischen LGBT-Persönlichkeiten gewählt.

## Filmografie (Auswahl)
- 1987: Wish You Were Here – Ich wollte, du wärst hier (Wish You Were Here)
- 1992: The Bridge
- 1996: Beautiful Thing (Beautiful Thing)
- 1997: Die Bibel – David (David)
- 1998: I Want You
- 1998: Gerichtsmediziner Dr. Leo Dalton (Silent Witness, Fernsehserie, 2 Episoden)
- 2000: Britannic (Fernsehfilm)
- 2001: Die Wannseekonferenz (Conspiracy)
- 2005: Doom – Der Film (Doom)
- 2006: Die Schattenmacht – The State Within (The State Within, Miniserie, 6 Episoden)
- 2008: Das Leiden Christi (The Passion, Miniserie, 4 Episoden)
- 2008: Lark Rise to Candleford (Fernsehserie, 1 Episode)
- 2009–2011: Law & Order: UK (Fernsehserie, 26 Episoden)
- 2009: The Last Days of Lehman Brothers (Fernsehfilm)
- 2011: Merlin – Die neuen Abenteuer (Fernsehserie, 2 Episoden)
- 2013: Jack and the Giants (Jack the Giant Slayer)
- 2013: No Turning Back (Locke, Sprechrolle)
- 2013: The Paradise (The Paradise, Fernsehserie, 8 Episoden)
- 2013–2014: House of Cards (Fernsehserie, 7 Episoden)
- 2014: Luna
- 2015: Casanova (Fernsehfilm)
- 2015: Flesh and Bone (Fernsehserie, 8 Episoden)
- 2016–2017: The Exorcist (Fernsehserie, 20 Episoden)
- 2016: Rogue One: A Star Wars Story
- 2018: Jesus Christ Superstar: Live in Concert (Fernsehspecial)
- 2019: Captive State
- 2019: The Crown (Fernsehserie, 8 Episoden)
- 2021: Jupiter’s Legacy (Fernsehserie, 8 Episoden)
- 2021: Benediction
- 2023: Foundation (Fernsehserie)
- 2023: Argylle
- 2024: Interview with the Vampire (Fernsehserie)
- 2024: Der Herr der Ringe: Die Ringe der Macht (The Lord of the Rings: The Rings of Power, Fernsehserie)